# Enkomi/Tuzla
Enkomi (griechisch Έγκωμη, türkisch Tuzla) ist eine Ortschaft im Osten der Mittelmeerinsel Zypern. Im Jahre 2011 lebten dort 2645 Menschen.
1831 zählte man im Dorf 41 erwachsene, männliche Griechen, wie es zu dieser Zeit, als man die Haushaltsvorstände als Steuereinheit vorrangig ermitteln wollte, üblich war. Bei der ersten durch die Kolonialmacht Großbritannien durchgeführten Volkszählung im Jahr 1891 zählte man 204 Griechen und 6 Türken im Ort. Während die Zahl der Griechen bei den nunmehr im Abstand von zehn Jahren stattfindenden Zählungen stetig anstieg, nämlich auf 261 (1901), 272 (1911), 282 (1921), 326 (1931), und sie bis 1946 sprunghaft auf 601 zunahm, um bis 1960 auf 667, bis 1973 auf 822 zu steigen, sank die Zahl der Türken auf 1 bis 2. 1960 lebte dort kein Türke mehr.
Diese Situation kehrte sich mit dem Bürgerkrieg radikal um. Nach der türkischen Okkupation lebten 606 Menschen im Dorf (1978), eine Zahl, die bis 1996 auf 702 und bis 2006 auf 1877 hochschnellte. Unter ihnen waren keine Griechen mehr.
Bedeutung erlangte der seit 1983 von der Türkischen Republik Nordzypern in deren Distrikt Gazimağusa verwaltete Ort seit dem 19. Jahrhundert durch die nordwestlich gelegene Ausgrabungsstätte einer bronzezeitlichen, wissenschaftlich ebenfalls Enkomi genannten Stadt. Wie dieser vor mehr als 3000 Jahren hieß, ist unbekannt.